# Układ korbowy
Układ korbowy umożliwia zamianę ruchu posuwisto-zwrotnego na ruch obrotowy (np. w silniku spalinowym) i na odwrót (np. w sprężarce tłokowej).
W skład układu korbowego wchodzą następujące elementy:
- tłok (kompletny, wraz z pierścieniami: uszczelniającymi i zgarniającymi),
- sworzeń tłokowy (umożliwia ruch korbowodu względem tłoka, w płaszczyźnie prostopadłej do osi wału korbowego),
- korbowód, (osadzony z jednej strony na sworzniu tłokowym, z drugiej na wale korbowym),
- wał korbowy.

Charakterystycznymi wymiarami mechanizmu korbowego są:
- r – promień korby (odległość między osią wału korbowego i osią czopa korbowego),
- l – długość korbowodu,
- α – kąt obrotu korby mierzony od jej położenia w GMP.